# After Forever
After Forever é uma banda neerlandesa de metal sinfônico formada em 1995 na cidade de Reuver, Limburgo pelos músicos Sander Gommans e Mark Jansen.

## História

### Formação e primeiros álbuns (1995–2002)
A banda foi formada pelos guitarristas e vocalistas Sander Gommans e Mark Jansen em 1995 sob o nome Apocalypse, tocando covers de bandas como Iron Maiden e The Cult. Nesse mesmo período, os músicos Jack Driessen e Joep Beckers se juntaram ao grupo no teclado e bateria, respectivamente, e algum tempo depois, Luuk van Gerven também foi recrutado para o baixo. Dois anos depois, em 1997, a cantora soprano Floor Jansen foi convidada para executar os backing vocals em uma demo, porém foi decidido que ela deveria fazer parte da banda integralmente após as gravações, e a partir daquele momento o nome do grupo foi reformulado para After Forever, tendo como fonte de inspiração a canção de mesmo nome do Black Sabbath.
Em 1999, a banda assinou com o selo Tansmission Records após o lançamento das demos independentes Ephemeral e Wings of Illusion, culminando na produção de seu álbum de estreia Prison of Desire, que foi disponibilizado em 24 de abril de 2000. O disco teve a participação da cantora Sharon den Adel (Within Temptation) na faixa "Beyond Me", e gerou também o single "Follow in the Cry". Ao fim de 2000, o baterista André Borgman e o tecladista Lando van Gils se juntaram ao grupo substituindo os músicos anteriores.
O segundo álbum, Decipher, foi lançado em novembro de 2001 sob críticas positivas, com elogios à sua sonoridade e arranjos mais complexos, elevando ainda mais o patamar da banda na cena do metal sinfônico. Foi também o primeiro trabalho do grupo a incluir instrumentos clássicos e um coral. As canções "Emphasis" e "Monolith of Doubt" foram lançadas como singles para a promoção do disco, além de uma extensa turnê pela Europa entre agosto e setembro de 2002 como suporte do Nightwish em sua World Tour of the Century.
Em 3 de abril de 2002, um comunicado oficial no website da banda anunciou que por motivos de "distanciamento musical", o cofundador Mark Jansen havia sido demitido do grupo, sendo anunciada a sua substituição por Bas Maas. Posteriormente, Jansen fundou sua própria banda chamada Epica.

### Invisible CircleseRemagine(2003–2006)

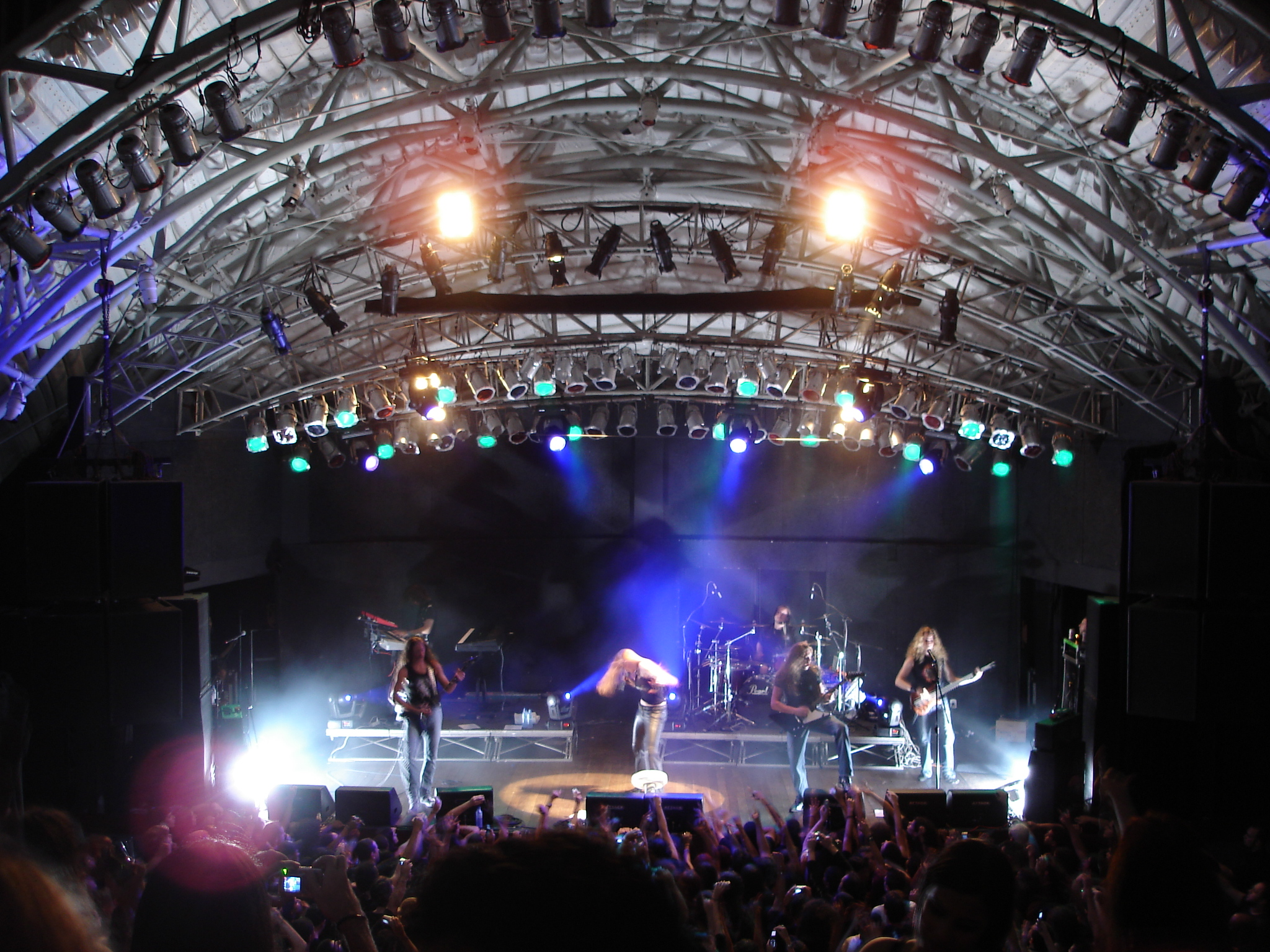
A banda tocando durante a turnê do álbum Invisible Circles em 2005 no Rio de Janeiro, Brasil

A nova formação da banda lançou o EP Exordium em 17 de outubro de 2003, contendo seis faixas, dentre elas um cover da canção "The Evil That Men Do" do Iron Maiden. Pouco depois foi iniciada a produção do seguinte álbum, Invisible Circles, disponibilizado em 25 de março de 2004, sendo um disco conceitual e com uma sonoridade mais voltada ao metal progressivo. Ele marcou a estreia da banda nas paradas dos Países Baixos, Bélgica e Japão, além de ter gerado o single "Digital Deceit".
Dois meses após o lançamento do álbum, o tecladista Lando van Gils saiu da banda em bons termos, e Joost van den Broek do Sun Caged foi trazido para substituí-lo. A turnê de Invisible Circles ainda os levou a importantes festivais europeus como Wacken Open Air e Pinkpop, sendo a performance nesse último exibida por uma emissora de televisão neerlandesa. No entanto, alguns concertos tiveram que ser cancelados devido ao baterista André Borgman ter sido diagnosticado com câncer de pulmão, embora ele tenha se recuperado totalmente a tempo de tocar pela primeira vez com a banda na América do Sul em julho de 2005.
Em meio à turnê promocional de Insivible Circles, a banda escreveu e gravou seu quarto álbum intitulado Remagine, que foi lançado em 8 de setembro de 2005, alcançando a 21.ª posição nas paradas neerlandesas, sendo o melhor desempenho deles em seu país natal até então. O single "Being Everyone" também serviu para promover o disco.
Em 3 de março de 2006, foi encerrado o contrato com a Transmission devido à escassa promoção que eles estavam oferecendo aos lançamentos do grupo. A gravadora ainda lançou a compilação Mea Culpa em 19 de junho do mesmo ano, contendo vários conteúdos raros e especiais. Mais tarde em outubro, a banda assinou com a gravadora alemã Nuclear Blast e iniciou os preparativos para o próximo disco de estúdio.

### After Forevere encerramento da banda (2007–2009)
Em 23 de abril de 2007, o álbum autointitulado After Forever foi finalmente lançado. Contendo participações especiais de Jeff Waters (Annihilator) e Doro Pesch, o disco debutou em sétimo lugar nas paradas dos Países Baixos, tornando-se um enorme sucesso comercial. As faixas "Energize Me" e "Equally Destructive" também foram lançadas como singles.

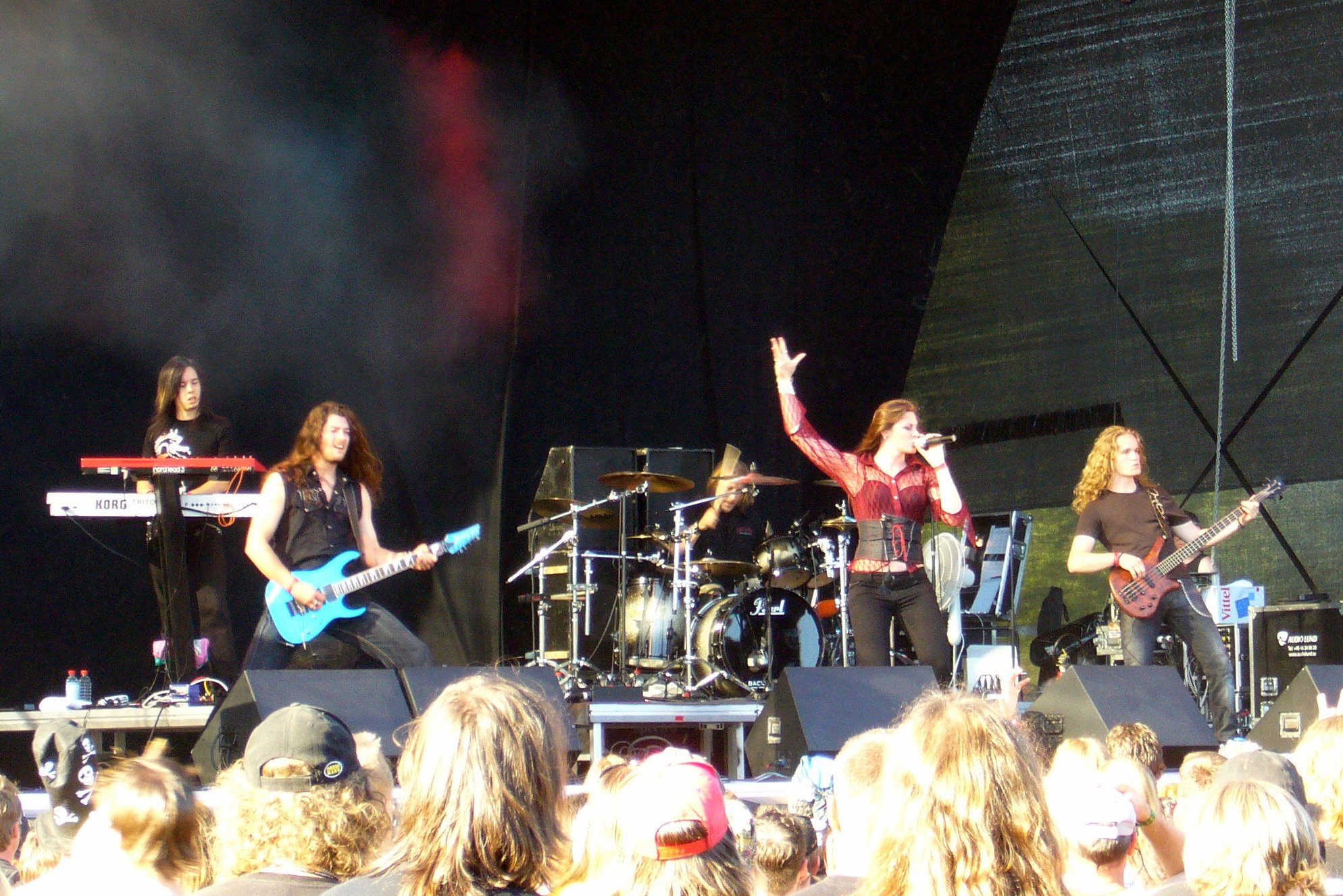
A banda, com exceção de Gommans, se apresentando em Sölvesborg, Suécia em 2007

Para a turnê promocional do álbum, a banda excursionou por toda a Europa e América do Norte, incluindo grandes festivais como Hellfest, Masters of Rock e Summer Breeze. No entanto, Gommans teve que se ausentar de alguns shows devido à uma síndrome de burnout, que o impossibilitou de realizar qualquer tipo de atividade relacionada à banda. O ex-vocalista do Orphanage, George Oosthoek, foi então convidado para substituí-lo nos vocais, enquanto Maas ficou encarregado sozinho pela guitarra. O último concerto da turnê ocorreu em 28 de dezembro de 2007 na cidade neerlandesa de Purmerend.
Em janeiro de 2008, a banda anunciou que daria uma pausa de um ano devido aos problemas de saúde de Gommans. Contudo, a banda se reuniu para uma performance no festival Games in Concert em 15 de novembro de 2008 na cidade de Utreque, onde tocaram junto com uma orquestra. Essa seria também a última aparição ao vivo do After Forever, já que em 5 de fevereiro de 2009, um comunicado expedido no website da banda anunciou que eles haviam encerrado as atividades após cerca de 15 anos. Segundo os próprios membros, a pausa de um ano fizeram-os perceber que não possuíam mais energia para continuar.
Após a separação, os integrantes continuaram ativamente suas carreiras: Gommans lançou álbuns com seu projeto HDK e continuou dando aulas como professor, Jansen formou sua própria banda ReVamp em 2009, e posteriormente se tornou a terceira vocalista do Nightwish em 2013. Van den Broek colaborou com ambos Sander e Floor em seus projetos musicais, além de se especializar em produção musical, e Maas tornou-se guitarrista da banda ao vivo da cantora Doro Pesch.

### Retorno aos palcos (2024–presente)
Após 15 anos desde o seu encerramento, o After Forever divulgou um comunicado oficial em 23 de outubro de 2024 anunciando que a banda retornará aos palcos nos Países Baixos em outubro de 2025 para um concerto de reunião. O membro cofundador Mark Jansen, bem como os demais integrantes da última formação de 2009 estarão de volta, com exceção de Floor e Joost, que recusaram a proposta e foram substituídos pela cantora grega Angel Wolf-Black e o tecladista neerlandês Jeffrey Revet, respectivamente.

## Formação
| - Sander Gommans – guitarra, vocais (1995–2009; desde 2024) - Luuk van Gerven – baixo (1996–2009; desde 2024) - André Borgman – bateria (2000–2009; desde 2024) - Bas Maas – guitarra, vocais (2002–2009; desde 2024) - Mark Jansen – guitarra, vocais (1995–2002; desde 2024) - Angel Wolf-Black – vocais (desde 2024) - Jeffrey Revet – teclado, sintetizadores (desde 2024) | - Joost van den Broek – teclado, sintetizadores (2004–2009) - Floor Jansen – vocais (1997–2009) - Lando van Gils – teclado, sintetizadores (2000–2004) - Jack Driessen – teclado, sintetizadores (1995–2000) - Joep Beckers – bateria (1995–2000) | - George Oosthoek – vocais (ao vivo: 2007) - Ed Warby – bateria (ao vivo: 2005) - Koen Herfst – bateria (ao vivo: 2005) |

## Discografia
- Prison of Desire (2000)
- Decipher (2001)
- Invisible Circles (2004)
- Remagine (2005)
- After Forever (2007)